# Secretaría General de Unasur

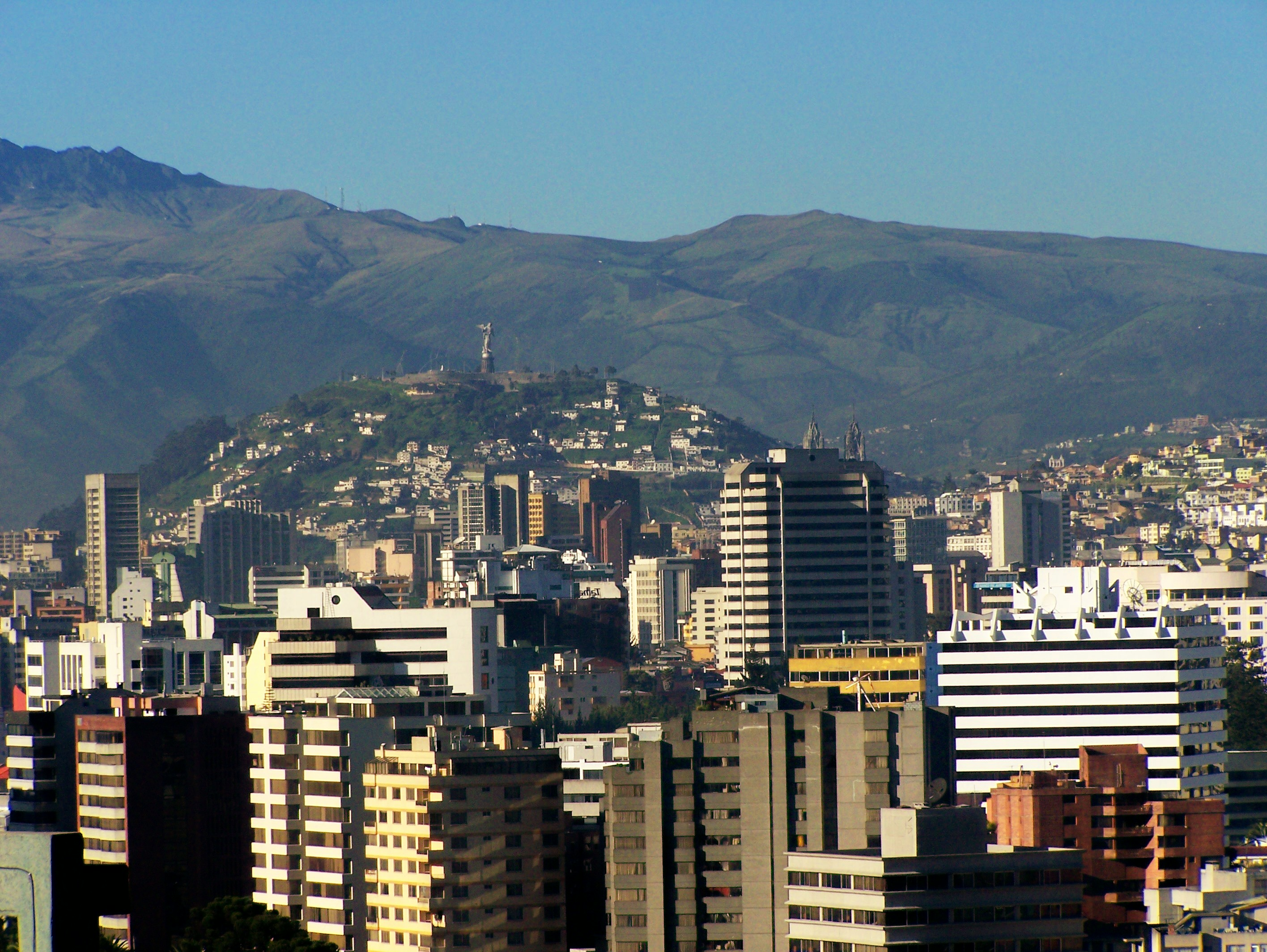
San Francisco de Quito (Ecuador), ex sede permanente de la Unasur.

La Secretaría General de Unasur es el órgano que, bajo la conducción del secretario general de Unasur, ejecuta los mandatos que le confieren los órganos de Unasur y ejerce su representación por delegación expresa de los mismos. Tuvo su sede en Quito, Ecuador. En diciembre de 2014 se inauguró el Edificio Néstor Kirchner.
El 4 de mayo de 2010, se designó para ocupar el cargo de secretario general al ex presidente de la República Argentina,  Néstor Kirchner, quien no alcanzó a completar su mandato debido a su fallecimiento, ocurrido el 27 de octubre de 2010.
El 11 de marzo de 2011 la excanciller colombiana María Emma Mejía fue designada para ocupar el cargo.
Mejía asumió oficialmente el cargo el 9 de mayo de 2011.

## Atribuciones
Las atribuciones del Secretario son:
1. Apoyar al Consejo de Jefas y Jefes de Estado y de Gobierno, al Consejo de Ministras y Ministros de Relaciones Exteriores, al Consejo de Delegadas y Delegados y a la Presidencia Pro Tempore, en el cumplimiento de sus funciones;
2. Proponer iniciativas y efectuar el seguimiento a las directrices de los órganos de UNASUR;
3. Participar con derecho a voz y ejercer la función de secretaría en las reuniones de los órganos de UNASUR;
4. Preparar y presentar la Memoria Anual y los informes respectivos a los órganos correspondientes de UNASUR;
5. Servir como depositaria de los Acuerdos en el ámbito de UNASUR y disponer su publicación correspondiente;
6. Preparar el proyecto de presupuesto anual para la consideración del Consejo de Delegadas y Delegados y adoptar las medidas necesarias para su buena gestión y ejecución;
7. Preparar los proyectos de Reglamento para el funcionamiento de la Secretaría General, y someterlos a la consideración y aprobación de los órganos correspondientes;
8. Coordinar con otras entidades de integración y cooperación de América Latina y el Caribe para el desarrollo de las actividades que le encomienden los órganos de UNASUR;
9. Celebrar, de acuerdo con los reglamentos, todos los actos jurídicos necesarios para la buena administración y gestión de la Secretaría General.

Durante el ejercicio de sus funciones, el Secretario General y los funcionarios de la Secretaría deben tener dedicación exclusiva. Además, no pueden solicitar ni recibir instrucciones de ningún Gobierno, ni entidad ajena a UNASUR, y deben abstenerse de actuar en forma incompatible con su condición de funcionarios internacionales responsables únicamente ante esta organización internacional.
El Secretario General ejerce la representación legal de la Secretaría General.
El secretario debe apoyar las demás instancias, en el cumplimiento de sus funciones, a la vez que propone iniciativas y efectuar el seguimiento a las directrices de estos órganos, además de preparar las diversas reuniones, informes y proyectos de la institución. El secretario se encarga, además, de coordinar con otras entidades de integración y cooperación de América Latina y el Caribe para el desarrollo de las actividades que le encomienden los demás órganos.

## Designación
El Secretario General será designado por el Consejo de Jefas y Jefes de Estado y de Gobierno a propuesta del Consejo de Ministras y Ministros de Relaciones Exteriores, por un período de dos años, renovable por una sola vez. El Secretario General no podrá ser sucedido por una persona de la misma nacionalidad.
En la selección de los funcionarios de la Secretaría General se garantizará una representación equitativa entre los Estados miembros, tomando en cuenta, en lo posible, criterios de género, idiomas, étnicos y otros. 

## Sede

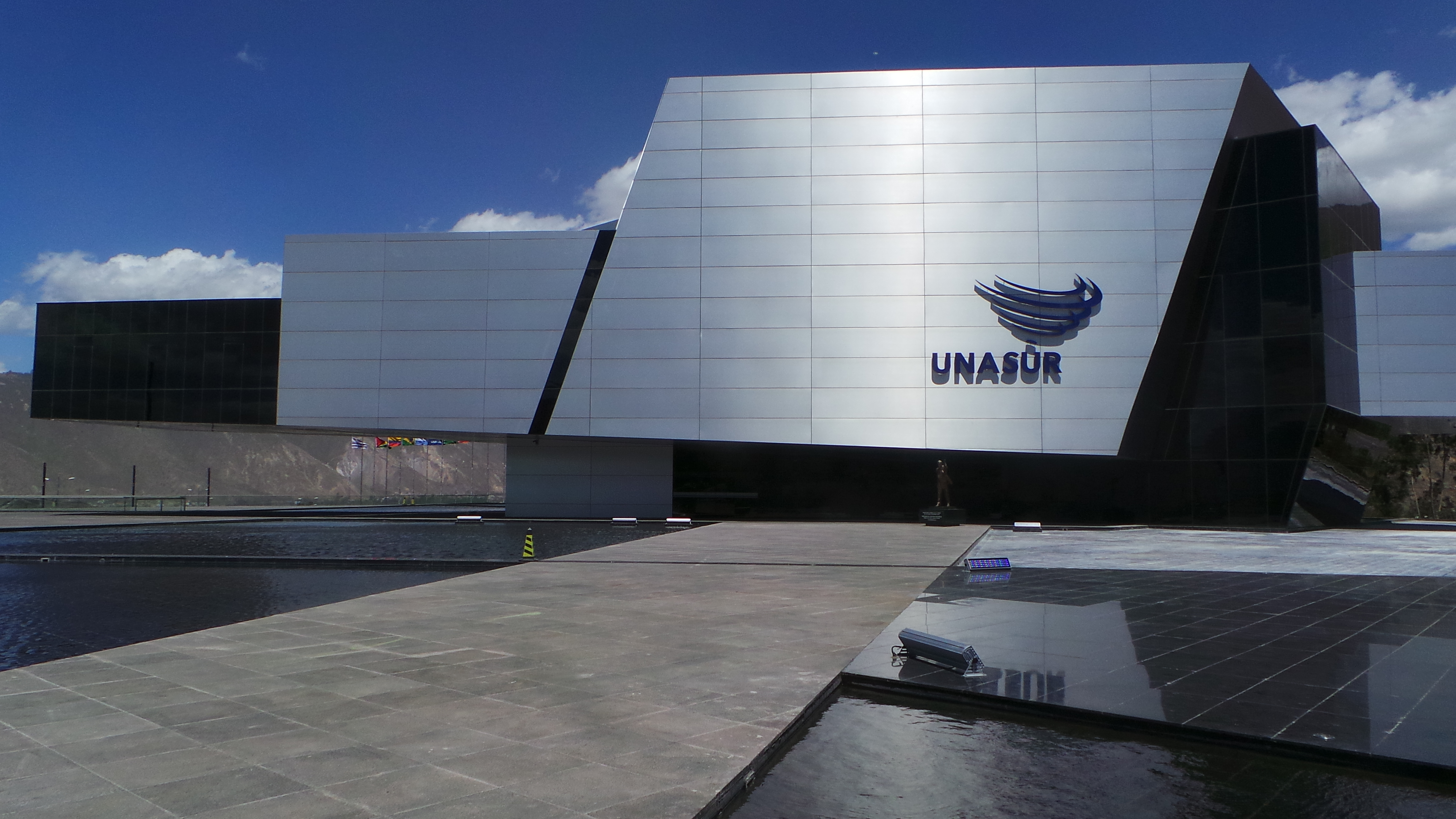
Vista del edificio.

El edificio de la sede de la Unión de Naciones Suramericanas (Unasur) se localiza a 14 kilómetros al norte de la ciudad de Quito, en el complejo Ciudad Mitad del Mundo. Lleva el nombre del fallecido expresidente de la Argentina y primer Secretario General de la UNASUR, Néstor Kirchner.

## Lista de Secretarios Generales
| Número | Nombre                | Foto | País      | Ocupación  | Inicio período       | Fin período           |
| ------ | --------------------- | ---- | --------- | ---------- | -------------------- | --------------------- |
| 1      | Néstor Kirchner       |      | Argentina | Abogado    | 4 de mayo de 2010    | 27 de octubre de 2010 |
| 2      | María Emma Mejía      |      | Colombia  | Periodista | 9 de mayo de 2011    | 11 de junio de 2012   |
| 3      | Alí Rodríguez Araque  |      | Venezuela | Abogado    | 11 de junio de 2012  | 1 de agosto de 2014   |
| 4      | Ernesto Samper Pizano |      | Colombia  | Economista | 22 de agosto de 2014 | 31 de enero de 2017   |